# Історія освоєння мінеральних ресурсів Німеччини

Історія освоєння мінеральних ресурсів Німеччини
Важко перебільшити величезний внесок Німеччини в становлення європейського і світового гірництва та розповсюдження і розвиток технологій гірничої науки та гірничої освіти.

## Давня історія
Найдавніші свідоцтва використання каменю датуються на території Німеччини епохою нижнього палеоліту (близько 700—500 тис. років тому — знахідки біля м. Гейдельберг). Використовували кремінь, кварцит, сланець, для ритуальних цілей — вохру. З V тис. до н.е розпочинається видобуток глин та пісків для виготовлення посуду. З початку III тис. до н.е вели значні розробки кристалічних порід (базальту, діориту та інших), з яких у великій кількості виготовляли кам'яні сокири.
Мідь використовують з III тис. до н.е, але її широке застосування спостерігається з початку II тис. до н.е (унетицька археологічна культура). Тоді ж починають видобувати малахіт, азурит, куприт на мідних родовищах в горах Гарцу (сучасні місцевості поблизу Штольберга, Лаутерберга, Віди, Гофгайса, Трезебурга та інші), в Тюрингії (Ротенбург та інші), Гессені (родов. рудної зони Верра-Шпессарт). Мідно-олов'яні руди розробляють в середині II тис. до н.е в Фогтланді (з них безпосередньо плавили бронзу). Мідні розробки на острові Гельголанд велися, ймовірно, також в II тис. до н.е біля копалень виявлені шлакові відвали і круглі мідні зливки. Найдавніші гірничі виробки майже не збереглися, оскільки були зруйновані наступною (середньовічною) гірничою діяльністю.
Перші залізні знаряддя з'являються у гальштадський період (VIII — VI ст. до н.е), масове ж розповсюдження заліза починається лише в V ст. до н.е, що пов'язанано з широким розселенням кельтських племен. Точні місця розробки заліза невідомі, але за сучасними оцінками то були численні зони залягання болотних залізних руд.

## Середньовіччя
В середні віки на теренах Європи назва народу «сакси» була синонімом слова «гірник».
У ранньому середньовіччі видобували залізні, мідні, олов'яні та срібно-свинцеві руди, кам'яну сіль. Збереглися документи VII ст. про т.зв. «гірничі регалії», які надавали власникам право розпоряджатися родовищами корисних копалин. Безпосередню розробку родовищ вели гірничі товариства і окремі старателі за сплату т.зв. «гірничої десятини» (10 % від обсягу видобутку).
У ХІ — XV ст. продовжується сталий розвиток гірничої справи та металургії. Велике значення має видобуток срібла (родовище Раммельсберг поблизу Гослара, з 970 р.; родовища в районі Фрайберга, з 1170 р.), міді (Мансфельд), олова (Рудні гори), цинку (долина Мааса). Головним стримуючим фактором шахтного будівництва стають великі водопритоки, що зростають з глибиною розробок.
В гірничих центрах виникають міста, де мешкають вільні рудокопи (згідно з Гірничою регалією Фрідріха I, 1158 р.). В XIV ст. права на надра переходять курфюрстам («золота булла» Карла IV, 1356 р.), які заінтересовані в великих пайщиках (монастирі, дворяни, купці). Останні стають головними фігурантами гірничих товариств, що призвело до підвищення видобутку корисних копалин.
У 1387 р. у Верхньому Пфальці існувало 97 гірничих підприємств, що виробляли 5 тис. т заліза на рік. Значно збільшується видобуток руд кольорових металів — срібла (Раммельсберг, Фрайберг, Шнеєберг, Аннаберг), міді (Раммельсберг), олова, цинку, а також свинцю і золота (Сілезія). В Люнебурзі та Галлє виробляли понад 9 тис.т солі на рік. На початку XVI ст. Німеччина лідер у європейському гірництві. В цій галузі було задіяно близько 100 тис. чоловік. Німецькі рудокопи працювали в Чехії, Угорщині, Польщі, Англії, пізніше — у Швеції та Іспанії. В Саксонії з XV ст. з'являються перші наукові публікації з гірничої справи (А.Магнус, У. Кальв та інші). Про рудну справу пишуть Г. Рудгарт (1523 р.) та С.Мюнстер (1544 р.). У 1530 р. виходить перша книга, а в 1556 р. — фундаментальна енциклопедична праця Георга Агріколи «Про гірничу справу та металургію у XII книгах» («De re metallika libri XII»). Ця книга стала головним підручником і довідником для гірників Європи протягом XVI — XVIII століть.

## Нова доба
В XVI — XVII ст. залізну руду активно добували в Саксонії, Гессені, Рейнській області, Нассау, Саарі. У 1540 р. було видобуто 16 т срібла (25 % від видобутку всієї Європи). Основні центри видобутку срібних та мідних руд: Гарц, графство Мансфельд, Саксонія, свинцевих — Гослар, олов'яних — Альтенберг (Саксонія); кам'яної солі — Вестфалія, Гессен, Галле. У 1537 р. у Цвіккау (Саксонія) засноване перше Товариство з видобутку кам'яного вугілля. В цей період вдосконалюється гірнича техніка, зокрема з'являється гірничий компас (1539 р.), кінний коловорот, дерев'яні водні колеса для підіймання води (в тому числі для поршневих насосів з 1565 р., Йоахімсталь, тепер Яхімов у Чехії). В першій половині XVII ст. почалось застосовування вибухових робіт.
Для будівництва шахт глибиною до 300 м залучалися великі капітали. Особливу роль у XV — XVII ст. відігравав торговельно-лихварський дім Фуггерів (м. Аугсбург), який позичав гроші монархам та курфюрстам під право експлуатації металевих родовищ, контролював торгівлю металами на теренах Європи. Починаючи з XVII ст. старателі й вільні гірники все більше стають робітниками по найму.
Німеччина стає піонером в застосуванні принципово нової гірничої техніки. У 1698 р. в Касселє споруджена перша паро-атмосферна машина (Д.Папен). Парова машина Ньюкомена почала застосовуватися з 1753 р. на свинцевих копальнях біля Дуйсбурга, двигун Уатта — з 1780-х років в Хетштедті. У 1765 р. у Фрайберзі заснована Гірнича академія, яка стала головним осередком гірничої освіти й науки в Європі.
На початку XIX ст. швидкими темпами зростав видобуток кам'яного вугілля (у 1820—1834 роках — в середньому по 1,5 млн т на рік, а у 1840-х — по 3,4 млн т на рік). Бурхливий розвиток гірничих галузей почався з 1835 р. і продовжувався до революції 1848 р. Саме в цей час широко освоюють Рурський кам'яновугільний басейн, в металургії застосовують коксування вугілля.  Як пише Александер фон Гумбольдт в своїх спогадах, назвати себе німцем (наприклад, в Південній Америці) означало відрекомендуватися гірником.
Впроваджуються нові технології та технічні рішення: цегляне й сталеве рамне (з 60-х років XIX ст.) кріплення виробок, сталеві канати для шахтного підйому (1835 р.), пневматичні бурильні молотки (1865 р.), гідравлічні станки обертального буріння (1876 р.), електричний станок для буріння гірських порід (1884 р.). У 1880—1890 роках бурінням свердловин досягають глибини 2000 м. З 1883 р. при проходженні обводнених порід почали застосовувати заморожування. У 1890-х з'являється електричний водовідлив. Електродвигуни застосовують для провітрювання, на відкатці й підйомі. Врубові машини з'являються з 1860-х років. З 1906 р. поширюється видобуток відбійними молотками, які були винайдені в Німеччині (1897, Г.Лернер).
У другій половині XIX ст. провідне місце в гірничій галузі продовжує займати видобуток кам'яного вугілля (1861 р. — 60 % зайнятих у гірництві, у 1907 р. — 76 %). На межі XIX — XX ст. потужність ряду шахт перевищила 1 млн т на рік, 50 % кам'яного вугілля видобували на глибині понад 500 м.
Буре вугілля розробляють з середини XIX ст. З винаходом у 1878 р. Томасівського процесу до видобутку залучаються високофосфорні залізні руди (Рур, Лотарингія). З середини XIX ст. в гірничій галузі домінують великі концерни. На початку XX ст. і після Першої світової війни держава частково націоналізує гірничу галузь, бере під контроль видобуток вугілля, руди, хімічної сировини. У 1929 р. Німеччина давала 9 % світової продукції корисних копалин і займала 1-е місце у світі за видобутком бурого вугілля, калійної солі, бариту, одне з провідних місць з видобутку кам'яного вугілля, кам'яної солі, графіту, магнезиту.
В другій половині XX ст. в Східній Німеччині був поширений видобуток бурого вугілля (в тому числі кар’єрним способом), уранових та поліметалічних руд, кам'яної солі, будівельних матеріалів. В Західній Німеччині розроблялось кам'яне вугілля, калійна й кам’яна сіль, нафта. Сучасна Німеччина є одним з основних світових імпортерів корисних копалин. Про часи гірничого домінування нагадують численні музеї, зокрема Німецький гірничий музей в Бохумі, Гірничий музей у Фрайберзі та відреставровані давні шахти Рудних гір («Erzgebirge») поблизу Хемніца, Фрайберга, Гослара, Аннаберга й інших гірничих центрів.
На межі XX — XXI ст. гірнича промисловість не є ключовою галуззю німецької економіки, але відіграє важливу роль в самозабезпеченні країни сировиною. Найбільше значення має видобуток вугілля, калійної і кам'яної солей, видобувають також поліметалічні руди, нерудні і будівельні матеріали. Потреби ФРН в олові, бокситах, нікелі, вольфрам і фосфатах, міді, нафті, залізній руді, свинцю, цинку покриваються г.ч. імпортом. Частка гірничої промисловості у ВВП становить всього 0,55 % (1998-99 рр.). В ній зайнято 127 тис. чол. з тенденцію до скорочення. Поряд з цим, великий досвід німецьких фахівців з гірництва трансформувався у гарничому машинобудуванні (AUBEMA Maschinenfabrik GmbH, Bochumer Eisenhütte Heintzmann та інші).

## Гірнича освіта

Підготовку гірничо-геологічних кадрів продовжують в Технічному університеті «Фрайберзька гірнича академія» (1765 р.), в університетах Лейпцигу (1409 р.), Грайфсвальду (1456 р.) й Гамбургу (1919 р.), Кіля (1665).